# メディア芸術データベース
メディア芸術データベース（メディアげいじゅつデータベース、Media Arts Database）は、独立行政法人国立美術館国立アートリサーチセンターが開設・運営する、漫画、アニメ、コンピュータゲーム、メディアアートを扱ったデータベースウェブサイトである。2015年に開発版が、2019年にベータ版、2024年に正式版が公開された。略称はMADB。開設から2022年度までは文化庁が運営していた。

## 概要
文化芸術基本法の第9条に基づき、文化庁が開設した。漫画、アニメ、コンピュータゲーム、メディアアートの4分野を扱うデータベースである。漫画の場合は明治初期から現在に至るまでの作品を収録し、メディアアート分野では1951年以降に開催された展覧会やイベント情報を収める。サービス全体を統括するプロデューサーを、CiNiiの開発リーダーを務めた情報学者の大向一輝が務める。2015年3月の「メディア芸術データベース（開発版）」開設時点で、漫画分野は単行本約25万冊と雑誌約8万冊、アニメ分野は9,000タイトル、ゲーム分野は3万5,000タイトル、メディアアート分野は約1万件の情報を登録する。

## ID番号
コンテンツにISBNなどの既存のID番号とは別に独自のID番号を割り振り、作品ごとではなく作品のパッケージごとに絶対不変のID番号を付与すことを目的の一つとしている。プロデューサーの大向一輝は、将来的にメディア芸術データベースのID番号がスタンダードとなり、これを基準に情報の整理がおこなわれることに意欲を示している。

## 歴史
国立メディア芸術総合センター構想の撤回後に、本プロジェクトの構想が立ち上がり、2015年（平成27年）3月17日にメディア芸術データベースの「開発版」を公開した。
2019年（令和元年）11月29日に「ベータ版」を公開した。本サイトの開発に協力する立命館大学先端総合学術研究科の福田一史は、「完成版」は2020年度中の公開を目標としている。
2021年度に実施された当データベースの収録データ件数その他の調査結果の報告として、三原鉄也による全6回の報告記事および福田一史による記事「Wikidataとのデータ連携、その現況と展望」がウェブ公開されている。
2023年4月に文化庁から独立行政法人国立美術館国立アートリサーチセンターに事業移管され、2024年1月31日に正式版が公開された。

## メディア芸術データベース活用コンテスト
2021年から「メディア芸術データベース活用コンテスト」を開催している。

### 2021年優秀事例
- 最優秀事例
  - 「アニメ制作会社と法人番号を紐付けたデータベース」伊藤大晃
- 優秀事例
  - 「初版漫画ハンター」中村圭佐、粟野直一郎
  - 「メディア芸術データベース×ファンの知見」滝本里緒
- ファイナリスト
  - 「ComiQ（こみっきゅー）」 - 株式会社アウスタ（統括：大谷友次郎、ディレクター：髙橋直秀、企画＆プログラマー：青木友慈）
  - 「ファッション・美容をテーマにした作品のメディア芸術データベースID」 - 藤田琴音、張旻昀
  - 「外国語版wikipediaページが作成されているアイテム一覧」 - 岩崎絵里加

### 2022年（第2回）優秀事例
- アイデア部門 最優秀事例
  - 「ワンクリック武将」 - 清泉女学院大学文化学科ダブルクリニックチーム
- アイデア部門 優秀事例
  - 「ANIME MESHI ～ジブリを食べる～」 - 清泉女学院大学文化学科Zebraチーム
- アイデア部門 審査員特別選定事例（山内セレクション）
  - 『地方自治体とクリエイターのマッチングプラットフォーム「聖地創作」』 - Kobayashi
- アイデア部門 ファイナリスト
  - 『アニメ聖地巡礼アプリ「異世界さんぽ」』 - 株式会社SevenDayDreamers
  - 「文化保存サイト メディカルテ ～新しい文化に出会いたいあなたのためのカルテ～」 - 川口瑛利子
- データバリュー部門 優秀事例
  - 「wikipediaと連携した漫画あらすじを一覧」 - 大塚龍彦
- ビジュアルクリエイション部門 最優秀事例
  - 「マンガと学ぶデータサイエンス」 - Kakeami
- ビジュアルクリエイション部門 優秀事例
  - 「メディア芸術DBクイズ」 - 林正洋
- ビジュアルクリエイション部門 審査員特別選定事例（ちょまどセレクション）
  - 「長寿アニメのキャラクタートレンド」 - 株式会社SevenDayDreamers

### 2023年（第3回）優秀事例
- アイデア部門最優秀事例
  - 『「ティーン世代」向け 旅行情報サイト schooltrip.co.jp 創設＆コラボレーション計画』 - 中嶋健治
- アイデア部門優秀事例
  - 「ART STREAM～メディアアートのMTV～」 - 松下祐介
- アイデア部門テーマ該当事例
  - 「メディア芸術データベースのさらなる活用に向けて」 - 長久勝
- アイデア部門ユニーク事例
  - 「走り屋ロード聖地巡礼」 - 殿岡康永
- アイデア部門ファイナリスト
  - 「メディア芸術進化ルート」 - 井堀将希/東京福祉専門学校 IT医療ソーシャルワーカー科
  - 「登場キャラクターの人気の広がりを可視化」 - RinK
- データセット分析部門最優秀事例
  - 「アニメブームで繋ぐメディア芸術」 - 渡辺杏奈
- データセット分析部門優秀事例
  - 「ゲームコミュニティパワー」 - 中山圭太郎、伊藤譲司、大濱舞妃、春日隼、山之内響、荒木亮輔/東京福祉専門学校 IT医療ソーシャルワーカー科
- データセット分析部門テーマ該当事例
  - 「ゲームコミュニティパワー」 - 中山圭太郎、伊藤譲司、大濱舞妃、春日隼、山之内響、荒木亮輔/東京福祉専門学校 IT医療ソーシャルワーカー科
- クリエイティブ部門 最優秀事例
  - 「メディア芸術企業・団体マップ」 - 岩崎絵里加

### 2023年（第4回）優秀事例
- アイデア部門最優秀事例
  - 『コスプレ・同人誌・ファンアート 二次創作安心制作プラットフォーム「Fair Fanfic」』 - taktak
- アイデア部門優秀事例
  - 『好みのコンテンツを元に、新たな推しコンテンツとマッチングする「推しウィズ」』 - 櫻田航大
  - 「メディア芸術データベースを活用した、地域の交流人口・関係人口創出」 - NTT東日本 地理循環型ミライ研究所
- アイデア部門テーマ該当事例
  - 「メディア芸術データベースを活用した、地域の交流人口・関係人口創出」 - NTT東日本 地理循環型ミライ研究所
- アイデア部門ファイナリスト
  - 「自分探求データベース」 - 明治大学国際日本学部田中ゼミ
  - 「メディア芸術で役満の夢を見る」 - 東京福祉専門学校 IT医療ソーシャルワーカー科 大濱舞妃
- クリエイティブ部門最優秀事例
  - 『匿名アニメ感想共有アプリ「Nerd」』 - 愛知工業大学情報科学部デジタルカルチャー研究室 倉橋渉太
- クリエイティブ部門優秀事例
  - 「メディア芸術Wiki連携」 - 東京福祉専門学校 IT医療ソーシャルワーカー科
  - 「Sugoroku.com / すごろく.COM」 - サイバーズ株式会社
- クリエイティブ部門テーマ該当事例
  - 「メディア芸術タイムマシン」 - 岩崎絵里加